# Nati nel 1941/Giugno
| Questa pagina contiene informazioni ricavate automaticamente dalle voci biografiche con l'ausilio del template Bio e di un bot. L'aggiornamento è periodico e automatico e ricostruisce completamente la pagina. Se manca una persona in questa lista, sei pregato di non aggiungerla, ma accertati piuttosto che la sua voce biografica contenga il template Bio e che i dati anagrafici siano correttamente compilati. Se il template Bio manca, inseriscilo tu stesso o, in alternativa, metti l'avviso {{tmp\|Bio}} che ne segnala la mancanza. Se i dati riportati sono sbagliati, correggi direttamente la voce biografica; le modifiche saranno visibili in questa lista entro pochi giorni. Per chiarimenti vedi il progetto biografie. La lista contiene solo le 219 persone che sono citate nell'enciclopedia e per le quali è stato implementato correttamente il template Bio. Pagina aggiornata al 18 ago 2025. |

- 1º giugno - Dean Chance, giocatore di baseball e dirigente sportivo statunitense († 2015)
- 1º giugno - Gianni De Chiara, giornalista e sceneggiatore italiano
- 1º giugno - Franco Deasti, ex calciatore italiano
- 1º giugno - Ernesto García Seijas, fumettista argentino († 2023)
- 1º giugno - Piero Grima, scrittore e medico italiano
- 1º giugno - Toyoo Itō, architetto giapponese
- 1º giugno - Óscar López Scrochi, ex calciatore argentino
- 1º giugno - Munkbat Jigjid, lottatore mongolo († 2018)
- 1º giugno - Dragoljub Ojdanić, generale serbo († 2020)
- 1º giugno - Ilija Tojacić, ex calciatore jugoslavo
- 1º giugno - Edo de Waart, direttore d'orchestra e oboista olandese
- 2 giugno - Alain Cayzac, manager francese
- 2 giugno - Alain Denis, umorista, scrittore e illustratore francese († 2021)
- 2 giugno - Dinko Dermendžiev, allenatore di calcio e calciatore bulgaro († 2019)
- 2 giugno - Stacy Keach, attore statunitense
- 2 giugno - Kim Eui-tae, ex judoka sudcoreano
- 2 giugno - Carmine Lamanda, banchiere e dirigente d'azienda italiano
- 2 giugno - Lou Nanne, ex hockeista su ghiaccio e dirigente sportivo canadese
- 2 giugno - Irène Schweizer, musicista e pianista svizzera († 2024)
- 2 giugno - Charlie Watts, batterista britannico († 2021)
- 3 giugno - Lee Roy Caffey, giocatore di football americano statunitense († 1994)
- 3 giugno - Hernando de Soto, economista peruviano
- 3 giugno - Monika Maron, scrittrice tedesca
- 3 giugno - Alvaro Piccardi, attore e regista italiano
- 3 giugno - Anatolij Puzač, calciatore sovietico († 2006)
- 4 giugno - George Courtney, ex arbitro di calcio inglese
- 4 giugno - Sheila Fitzpatrick, storica e docente australiana
- 4 giugno - Klaus Michael Grüber, regista teatrale tedesco († 2008)
- 4 giugno - George Jinda, batterista, percussionista e compositore ungherese († 2001)
- 4 giugno - Jean-Claude Magnan, ex schermidore francese
- 4 giugno - Linda Martell, cantante statunitense
- 4 giugno - Roberto Morrione, giornalista italiano († 2011)
- 4 giugno - Stefano Pessina, ingegnere e imprenditore italiano
- 4 giugno - Franco Prodi, fisico italiano
- 4 giugno - Darshan Ranganathan, chimica indiana († 2001)
- 4 giugno - Stanley Roman, vescovo cattolico indiano
- 4 giugno - Jiří Růžička, ex cestista cecoslovacco
- 4 giugno - Jörg Schuldhess, pittore, disegnatore e scrittore svizzero († 1992)
- 4 giugno - Geoff Shipton, ex nuotatore australiano
- 5 giugno - Martha Argerich, pianista argentina
- 5 giugno - Barbara Brylska, attrice polacca
- 5 giugno - Erasmo Carlos, cantante e compositore brasiliano († 2022)
- 5 giugno - Spalding Gray, attore, sceneggiatore e commediografo statunitense († 2004)
- 5 giugno - Hartmut Heidemann, calciatore tedesco († 2022)
- 5 giugno - Hagen Kleinert, fisico tedesco
- 5 giugno - Robert K. Kraft, dirigente d'azienda e dirigente sportivo statunitense
- 5 giugno - John Lawlor, attore statunitense († 2025)
- 5 giugno - Stuart Watkins, ex rugbista a 15 gallese
- 6 giugno - Neal Adams, fumettista statunitense († 2022)
- 6 giugno - Markus Raetz, pittore, illustratore e scultore svizzero († 2020)
- 7 giugno - Francesco Anniballi, attore e stuntman italiano († 1992)
- 7 giugno - Blasco Giurato, direttore della fotografia italiano († 2022)
- 7 giugno - Lennart Johansson, hockeista su ghiaccio svedese († 2010)
- 7 giugno - Jaime Laredo, violinista e direttore d'orchestra boliviano
- 7 giugno - Paolo Pejrone, architetto e saggista italiano
- 8 giugno - Teruo Chinen, artista marziale giapponese († 2015)
- 8 giugno - Alberto Magnaghi, architetto e urbanista italiano († 2023)
- 8 giugno - Ugo Maria Morosi, attore e doppiatore italiano († 2023)
- 8 giugno - Padre Zezinho, religioso, cantautore e scrittore brasiliano
- 8 giugno - George Pell, cardinale e arcivescovo cattolico australiano († 2023)
- 8 giugno - Zygmunt Smalcerz, ex sollevatore polacco
- 9 giugno - Fernando Baquero Mochales, medico spagnolo
- 9 giugno - Wolfgang Benz, storico e scrittore tedesco
- 9 giugno - Antonio Delitala, giornalista e scrittore italiano († 2011)
- 9 giugno - Jon Lord, compositore, pianista e organista britannico († 2012)
- 9 giugno - Timothy Nolen, baritono e attore teatrale statunitense († 2023)
- 9 giugno - Tony Patrioli, fotografo italiano († 2017)
- 9 giugno - Jean-Marie Patte, attore, drammaturgo e regista teatrale francese
- 9 giugno - Alberto Provantini, giornalista e politico italiano († 2014)
- 9 giugno - Maurizio Zamparini, imprenditore e dirigente sportivo italiano († 2022)
- 9 giugno - Joseph Jules Zerey, arcivescovo cattolico egiziano
- 10 giugno - José Antonio Ardanza, politico spagnolo († 2024)
- 10 giugno - Graciela Borges, attrice e conduttrice radiofonica argentina
- 10 giugno - Francesco Brunetti, scultore italiano († 1995)
- 10 giugno - Tommaso Galli, pugile italiano († 2024)
- 10 giugno - Alicja Grześkowiak, politica polacca
- 10 giugno - Mickey Jones, attore e musicista statunitense († 2018)
- 10 giugno - Tetsu Kariya, fumettista e saggista giapponese
- 10 giugno - Enrique Liporace, attore argentino († 2024)
- 10 giugno - Vincenzo Monti, fumettista italiano († 2002)
- 10 giugno - Jürgen Piepenburg, allenatore di calcio e calciatore tedesco († 2025)
- 10 giugno - Jürgen Prochnow, attore tedesco
- 10 giugno - Dave Walker, pilota automobilistico australiano († 2024)
- 11 giugno - Geoff Cooke, ex rugbista a 15, allenatore di rugby a 15 e dirigente sportivo britannico
- 11 giugno - Marina Lotar, attrice, ex modella e ex attrice pornografica svedese
- 11 giugno - Salvatore Settis, archeologo e storico dell'arte italiano
- 12 giugno - Heinz Banschewitz, ex calciatore tedesco
- 12 giugno - Hélène Chanel, attrice francese
- 12 giugno - Chick Corea, compositore, pianista e tastierista statunitense († 2021)
- 12 giugno - Oscar Dandrea, bobbista italiano († 2024)
- 12 giugno - Roy Harper, cantautore inglese
- 12 giugno - Antônio Lopes, ex calciatore, allenatore di calcio e dirigente sportivo brasiliano
- 12 giugno - Lucille Roybal-Allard, politica statunitense
- 13 giugno - Dino Sigismondo Cervigni, critico letterario italiano
- 13 giugno - Tony Hateley, calciatore inglese († 2014)
- 13 giugno - Serge Lemoyne, pittore canadese († 1998)
- 13 giugno - Eugenia Lupayante, ex cestista cilena
- 13 giugno - Esther Ofarim, cantante israeliana
- 13 giugno - Paula, cantante italiana
- 13 giugno - Sergio Pisano, cestista uruguaiano († 2017)
- 13 giugno - Frans Verbeeck, ex ciclista su strada belga
- 13 giugno - Vice Vukov, cantante croato († 2008)
- 14 giugno - Bronte Cockburn, ex cestista australiana
- 14 giugno - Inge Danielsson, calciatore svedese († 2021)
- 14 giugno - Luciano De Paolis, ex bobbista italiano
- 14 giugno - Sergio Spagnolo, matematico italiano
- 14 giugno - Óscar Tusquets, architetto, pittore e designer spagnolo
- 14 giugno - Renzo Villa, editore, conduttore televisivo e autore televisivo italiano († 2010)
- 14 giugno - John Edgar Wideman, scrittore e insegnante statunitense
- 15 giugno - Seiji Fujie, ex cestista giapponese
- 15 giugno - Régis Morelon, religioso, storico della scienza e orientalista francese
- 15 giugno - Harry Nilsson, cantautore e musicista statunitense († 1994)
- 15 giugno - Giovanni Tinebra, magistrato italiano († 2017)
- 16 giugno - Bill Bradley, cestista statunitense († 2002)
- 16 giugno - Dino Ciani, pianista italiano († 1974)
- 16 giugno - Rosario Di Vincenzo, allenatore di calcio e ex calciatore italiano
- 16 giugno - Lamont Dozier, cantautore e produttore discografico statunitense († 2022)
- 16 giugno - Fiammetta Fadda, giornalista, personaggio televisivo e gastronoma italiana
- 16 giugno - Michele Gammino, attore, doppiatore e direttore del doppiaggio italiano
- 16 giugno - Kim Mu-hyeon, ex cestista e allenatore di pallacanestro sudcoreano
- 16 giugno - Jan Schröder, ciclista su strada e pistard olandese († 2007)
- 17 giugno - Sandro Bertagna, politico italiano
- 17 giugno - Tinka Dineva, cestista bulgara († 2021)
- 17 giugno - William Lucking, attore statunitense († 2021)
- 17 giugno - Roberta Maxwell, attrice canadese
- 18 giugno - María Teresa Campos, giornalista, conduttrice televisiva e conduttrice radiofonica spagnola († 2023)
- 18 giugno - Michel Chapuis, ex canoista francese
- 18 giugno - Edward Ferry, canottiere statunitense († 2023)
- 18 giugno - Elizabeth Franz, attrice statunitense
- 18 giugno - Giuseppe Incardona, politico italiano
- 18 giugno - Roger Lemerre, allenatore di calcio e ex calciatore francese
- 18 giugno - Chas Newby, bassista inglese († 2023)
- 18 giugno - Jim Pepper, sassofonista, compositore e cantante statunitense († 1992)
- 19 giugno - Luigi Bartolomei, ex calciatore italiano
- 19 giugno - Gilberto Benetton, imprenditore italiano († 2018)
- 19 giugno - Alfio Brina, politico italiano
- 19 giugno - Harald Elschenbroich, ex tennista tedesco
- 19 giugno - Václav Klaus, politico ceco
- 20 giugno - Stephen Frears, regista inglese
- 20 giugno - Herb Magee, ex cestista e allenatore di pallacanestro statunitense
- 20 giugno - Dieter Mann, attore tedesco († 2022)
- 20 giugno - Petre Marmureanu, ex tennista rumeno
- 20 giugno - Ulf Merbold, ex astronauta tedesco
- 20 giugno - Horst Meyer, canottiere tedesco († 2020)
- 20 giugno - Jean-Pierre Mourier, calciatore francese († 1987)
- 20 giugno - Howard Mwikuta, calciatore e giocatore di football americano zambiano († 1988)
- 20 giugno - Al'bert Šesternëv, allenatore di calcio e calciatore sovietico († 1994)
- 21 giugno - Roberto Balocco, cantante italiano
- 21 giugno - Joe Flaherty, attore, doppiatore e conduttore televisivo statunitense († 2024)
- 21 giugno - Luis García Guido, ex cestista uruguaiano
- 21 giugno - Liz Mohn, imprenditrice tedesca
- 21 giugno - Franco Longo, politico italiano († 2001)
- 21 giugno - Luigi Mezzanotte, attore italiano
- 21 giugno - Jimmy Rayl, cestista statunitense († 2019)
- 21 giugno - Chavit Singson, politico filippino
- 21 giugno - Eduardo Suplicy, politico e economista brasiliano
- 21 giugno - Hein Verbruggen, dirigente sportivo olandese († 2017)
- 22 giugno - Filippo Alotta, cantante italiano († 2003)
- 22 giugno - Franco Berdini, pittore e scultore italiano († 2011)
- 22 giugno - Ed Bradley, giornalista statunitense († 2006)
- 22 giugno - Silvana Grisotto, cestista italiana († 2012)
- 22 giugno - Michael Lerner, attore statunitense († 2023)
- 22 giugno - Umberto Lupi, cantante italiano
- 22 giugno - Salvador Pié-Ninot, teologo spagnolo
- 22 giugno - Rashid Ghannushi, politico tunisino
- 23 giugno - John Patrick Crowley, vescovo cattolico britannico
- 23 giugno - Ivor Grattan-Guinness, storico britannico († 2014)
- 23 giugno - Robert Hunter, poeta, paroliere e musicista statunitense († 2019)
- 23 giugno - Tiziana Maiolo, giornalista e ex politica italiana
- 23 giugno - Jos Minsch, sciatore alpino svizzero († 2008)
- 23 giugno - Keith Newton, calciatore inglese († 1998)
- 23 giugno - Jorge Rando, pittore e scultore spagnolo
- 24 giugno - Giancarlo Bastianoni, attore e stuntman italiano
- 24 giugno - Nancy Kalish, fumettista statunitense
- 24 giugno - Art Heyman, cestista statunitense († 2012)
- 24 giugno - Julia Kristeva, linguista, psicanalista e filosofa francese
- 24 giugno - Nelson López, ex calciatore argentino
- 24 giugno - Marta Melicharová, cestista cecoslovacca († 2019)
- 24 giugno - Charles Whitman, criminale statunitense († 1966)
- 25 giugno - Denys Arcand, regista e sceneggiatore canadese
- 25 giugno - Gianfranco Lombardi, bassista, arrangiatore e direttore d'orchestra italiano († 2020)
- 25 giugno - Sergio Marazzi, geografo italiano († 2019)
- 25 giugno - Floyd Mutrux, regista statunitense
- 26 giugno - Aldrich Ames, ex agente segreto statunitense
- 26 giugno - Takayuki Kuwata, ex calciatore giapponese
- 26 giugno - Czesław Malec, cestista polacco († 2018)
- 26 giugno - Tamara Moskvina, ex pattinatrice artistica su ghiaccio e allenatrice di pattinaggio su ghiaccio sovietica
- 26 giugno - Amedeo Pagani, produttore cinematografico e sceneggiatore italiano
- 26 giugno - Enrique Wong, politico peruviano († 2024)
- 27 giugno - Ian Black, ex nuotatore britannico
- 27 giugno - Marquard Bohm, attore tedesco († 2006)
- 27 giugno - John Dennis Corriveau, vescovo cattolico canadese
- 27 giugno - James P. Hogan, autore di fantascienza britannico († 2010)
- 27 giugno - Mike Honda, politico statunitense
- 27 giugno - Krzysztof Kieślowski, regista, sceneggiatore e scrittore polacco († 1996)
- 27 giugno - Víctor Le Bihan, cestista argentino († 2018)
- 27 giugno - Pavel Schenk, ex pallavolista cecoslovacco
- 27 giugno - Leonardo Vitale, mafioso e collaboratore di giustizia italiano († 1984)
- 27 giugno - Fevzi Zemzem, calciatore e allenatore di calcio turco († 2022)
- 28 giugno - David Johnston, giurista e politico canadese
- 28 giugno - Hisao Kami, allenatore di calcio e ex calciatore giapponese
- 28 giugno - Clifford Luyk, ex cestista e allenatore di pallacanestro statunitense
- 28 giugno - Mike Royer, fumettista statunitense
- 28 giugno - Donald Spoto, scrittore, biografo e teologo statunitense († 2023)
- 28 giugno - Valentina Tichomirova, ex multiplista sovietica
- 28 giugno - Carlo Truzzi, teologo italiano
- 28 giugno - Jim Ward, imprenditore e piercer statunitense
- 29 giugno - Chieko Baishō, cantante, attrice e doppiatrice giapponese
- 29 giugno - Margitta Gummel, pesista tedesca († 2021)
- 29 giugno - Giorgio Rifelli, sessuologo e psicologo italiano († 2013)
- 29 giugno - Jacques Toubon, funzionario, politico e avvocato francese
- 29 giugno - Stokely Carmichael, attivista trinidadiano († 1998)
- 30 giugno - Cyril Atanassoff, ballerino francese
- 30 giugno - Ugo Intini, politico e giornalista italiano († 2024)
- 30 giugno - Masao Kimura, wrestler giapponese († 2010)
- 30 giugno - Mike Leander, produttore discografico, arrangiatore e compositore britannico († 1996)
- 30 giugno - Vincent Paul Logan, vescovo cattolico scozzese († 2021)
- 30 giugno - Ersilia Salvato, politica italiana
- 30 giugno - Otto Sander, attore e doppiatore tedesco († 2013)